# Kids' Choice Awards 1995
La 7ª edizione dei Nickelodeon Kids' Choice Awards si è svolta il 20 maggio 1995 presso il Barker Hangar di Santa Monica ed è stata presentata dalla cantautrice Whitney Houston.
Sul teatro della premiazione si sono esibiti i seguenti artisti: Brandy con i brani "Baby" e "Best Friend", i Soul for Real con "Candy Rain" e Montell Jordan col suo singolo di debutto "This Is How We Do It".

## Candidature
I vincitori sono indicati grassetto.

### Televisione

#### Serie TV preferita
- Quell'uragano di papà
- Willy, il principe di Bel-Air
- Martin

#### Attore televisivo preferito
- Tim Allen – Quell'uragano di papà
- Martin Lawrence – Martin
- Sinbad – The Sinbad Show

#### Attrice televisiva preferita
- Tia e Tamera Mowry – Sister, Sister
- Roseanne Barr – Pappa e ciccia
- Queen Latifah – Living Single

#### Serie animata preferita
- Doug
- Aladdin
- Animaniacs

### Cinema

#### Film preferito
- Il re leone  (The Lion King), regia di Roger Allers e Rob Minkoff
- Ace Ventura - L'acchiappanimali (Ace Ventura: Pet Detective), regia di Tom Shadyac
- Speed, regia di Jan de Bont

#### Attore cinematografico preferito
- Jim Carrey – Ace Ventura - L'acchiappanimali
- Keanu Reeves – Speed
- Tim Allen – Santa Clause

#### Attrice cinematografica preferita
- Rosie O'Donnell – I Flintstones
- Sally Field – Forrest Gump
- Sandra Bullock – Speed

### Musica

#### Gruppo musicale preferito
- Boyz II Men
- All-4-One
- TLC

#### Cantante preferito
- Janet Jackson
- Babyface
- Mariah Carey

#### Canzone preferita
- Creep – TLC
- I'll Make Love to You – Boyz II Men
- On Bended Knee – Boyz II Men

### Sport

#### Atleta maschile preferito
- Shaquille O'Neal
- Charles Barkley
- Joe Montana

#### Atleta femminile preferita
- Nancy Kerrigan
- Shannon Miller
- Bonnie Blair

#### Squadra sportiva preferita
- Chicago Bulls
- Dallas Cowboys
- San Francisco 49ers

### Miscellanea

#### Videogioco preferito
- Donkey Kong Country
- NBA Jam
- Aladdin (per SEGA Genesis)

#### Libro preferito
- Deep Trouble, di R. L. Stine
- Halloween Night II, di R. L. Stine
- The Last Vampire, di Christopher Pike

#### Celebrità animale preferita
- Milo – The Mask
- Buck – Sposati... con figli
- Comet – Gli amici di papà

### Hall of Fame
- Boyz II Men
- Whoopi Goldberg
- Janet Jackson